# Egeri
Egeri (en llatí Egerius) va ser fill d'Aruns i germà de Luci Tarquini Prisc. Va néixer després de la mort del seu pare, com a fill pòstum, i com que Demarat, el pare d'Aruns, va morir una mica després que el seu fill sense saber que la seva jove estava prenyada, Egeri (que es pot traduir per "el pobre" es va trobar sense herència, i d'aquí li podria venir el nom.
Quan el seu oncle Tarquini Prisc va conquerir Col·làtia (Collatia) en va donar el govern a Egeri i des de llavors va ser conegut per a Col·latí (Collatinus). El seu nom complet seria Luci Tarquini Col·latí (Lucius Tarquinius Collatinus). Un fill seu també portava el nom de Luci Tarquini Col·latí. Més tard Egeri va ser enviat contra Fidenes (Fidenae) al front de les forces dels aliats romans.